# NetWalk
NetWalk — компьютерная игра-головоломка, разрабатонная и изданная в 1996 году российской фирмой Gamos для операционной системы Windows. Также издавалась под названием «АйТи».
Название игры является игрой слов, изменением английского слова «Network» (компьютерная сеть) на созвучное, но редко употребимое «Netwalk» (сетевая прогулка).
По игровому процессу NetWalk аналогичен игре «Ветка» 1992 года от той же компании, где вместо сетевого кабеля в одно целое нужно соединять ветви растения. В свою очередь, «Ветка» была вдохновлена игрой Pipe Dream, разработанной в 1989 году компанией Assembly Line для компьютеров Amiga.
Подобная NetWalk головоломка используется в игре компании Gamos «Братья Пилоты: По следам полосатого слона», когда главным героям необходимо соединить провода в электрощитке подъезда.

## Игровой процесс
На клеточном поле находится сервер, персональные компьютеры и фрагменты сетевого кабеля трёх видов — прямой, поворотный и разветвитель на два направления. Каждый компьютер и участок кабеля занимает одну клетку, сервер посередине — две клетки. Цель игры — соединить все компьютеры с сервером и все существующие участки кабеля в одно целое, поворачивая их на 90°.
Уровни сложности
- Novice — игра на поле 5x6 клеток.
- Master — игра на поле 9x10.
- Expert — игра на поле 9x10 с возможностью соединения противоположных крайних клеток. Например, верхний горизонтальный ряд как бы продолжается вверх нижним горизонтальным рядом, и наоборот — нижний ряд продолжается вниз верхним рядом. Также и с крайними вертикальными рядами.

В некоторых клонах NetWalk введена дополнительная сложность — скрытие ячейки с разветвителем, участком кабеля на три соединения.
Начисление очков
Чем меньше сделано ходов и потрачено времени, тем больше очков получает игрок.
Справа от игрового поля находится список десяти лучших игроков, который хранится в файле NETWALK0.276 в корневом каталоге игры. Ограничение на имя — 5 символов английской раскладки.
При отсутствии файла NETWALK0.276 создаётся новый шуточный список лучших игроков, который возглавляют John, Paul, Ringo и Georg — имена участников группы The Beatles. На 6 позиции находится Elvis — вероятно Элвис Пресли, затем Louis — возможно Луи Армстронг.

## Разработчики
- Автор идеи — Алексей Лысогоров.
- Геймдизайн — Евгений Сотников.
- Программирование — Сергей Скаков.
- Системное программирование — Вадим Сытников.
- Алгоритмы, оригинальная версия дизайна, разработка — Дмитрий Папичев.
- Художники — Сергей Скаков, Наталья Чубарова.
- Музыка — Николай Стукалин[1].